# Rejmond Damadijan
Rejmond Vahan Damadijan (rođen 16. mart 1936) američki je lekar, medicinski praktičar i izumitelj prve MR (magnetno rezonantne) skenirajuće mašine.
Damadijanova istraživanja natrijuma i kalijuma u živim ćelijama dovela su ga do njegovih prvih eksperimenata sa nuklearnom magnetnom rezonancom (NMR) zbog kojih je prvi put predložio MR skener tela 1969. Damadijan je otkrio da se tumori i normalno tkivo mogu in vivo razlikovati pomoću nuklearne magnetne rezonance (NMR) zbog produženog vremena relaksacije, oba T1 (relaksacije spin-rešetka) ili T2 (relaksacije spin-spin). Damadijan je prvi izvršio skeniranje tela čoveka tokom 1977. godine kako bi dijagnozirao kancer. Damadijan je izumeo aparat i metodu za bezbedno i precizno korišćenje NMR-a za skeniranje ljudskog tela, metodu koja je danas dobro poznata kao snimanje magnetnom rezonancom (MRI).
Damadijan je dobio nekoliko nagrada. Godine 2001, nagradni program Lemelson-MIT dodelio je Damadijanu nagradu za životno delo u iznosu od 100.000 dolara kao „čoveku koji je izumeo MRI skener.” On je nastavio da sarađuje sa Vilsonom Gretahom, jednim ranim razvijačem implantabilnog pejsmejkera, da bi se razvio pejsmejker kompatibilan sa MRI. Franklinov institut iz Filadelfije odao je svoje priznanje Damadijanovom doprinosu na MRI primeni, nagradom Bouer za poslovno liderstvo. On je takođe imenovan vitezom Vartana 2003. godine, dodelom nagrade „Čovek godine”. Nacionalnu medalju za tehnologiju dobio je 1988. godine, a uveden je u Nacionalnu kuću slavnih izumitelja 1989. godine.

## Biografija

### Mladost
Damadijan je rođen u Njujorku, u jermenskoj familiji, Vahana i Odete (devojački Jazedžijan). On je diplomirao matematiku na Univerzitetu Viskonsina u Madisonu 1956. godine, i stekao je diplomu doktora medicine na Albert Ajnštajnovom koledžu medicine u Njujork Sitiju 1960. godine. On je studirao violinu Džulijardu tokom 8 godina, i naticao se na juniorskim teniskim takmičenima Dejvis kupa.
On je upoznao je buduću suprugu, Donu Teri, dok je radio kao teniski trener. Ona ga je pozvala na propoved Bilija Grahama 1957. godine u Medison skver gardenu, i on je odgovorio na poziv oltara. Rejmond i Dona su se venčali godinu dana nakon što je on završio medicinsku školu, i imali su troje djece. Rejmond kaže da se prvi put zainteresovao za otkrivanje raka kada je kao dečak od 10 godina gledao svoju baku po majci, sa kojom je bio veoma blizak, kako bolno umire od raka dojke.

### Magnetna rezonanca
Damadijanov rani rad na NMR ticao se istraživanja jona kalijuma unutar ćelija. On je otkrio da su vremena relaksacije kalijuma bila mnogo kraća u poređenju sa vodenim rastvorima kalijumovih jona. Ovo je sugerisalo da kalijum nije slobodan, već u kompleksu sa kontrajonima 'fiksnog naboja', kao što je on ranije utvrdio.
On i drugi istraživači su nezavisno istraživali signale 1H NMR u ćelijama i otkrili da su vremena relaksacije bila mnogo kraća nego u destilovanoj vodi. Ovo je bilo u skladu sa uređenjem velikog dela vode adsorpcijom na makromolekularne površine. Damadijan je predvideo da će kancerogene ćelije imati duže vreme opuštanja, kako zbog poremećaja malignih ćelija, tako i zbog njihovog povišenog nivoa kalijuma, pošto bi joni kalijuma 'razbijali strukturu' uređene vodene frakcije.
U radu iz 1971. u časopisu Science, profesor Medicinskog centra SUNY Damadijan je izvestio da se tumori mogu otkriti in vivo nuklearnom magnetnom rezonancom (NMR) zbog mnogo dužeg vremena opuštanja od normalnog tkiva. On je sugerisao da bi se ove razlike mogle koristiti za otkrivanje raka, čak i u ranim fazama gde bi se on najviše mogao lečiti, iako su kasnija istraživanja otkrila da su ove razlike, iako stvarne, previše promenljive za dijagnostičke svrhe. Međutim, Damadijan je u svom glavnom radu tvrdio samo da je njegova metoda alat za otkrivanje, ne tvrdeći da je dijagnostički alat, mada je nameravao da obezbedi neinvazivan način otkrivanja raka i praćenja efikasnosti njihove terapije.
Godine 1974, dobio je prvi patent u oblasti MRI kada je patentirao koncept NMR za otkrivanje raka nakon podnošenja prijave 1972. Kao što Nacionalna naučna fondacija primećuje, „Patent je uključivao ideju korišćenja NMR za 'skeniranje' ljudskog tela da bi se lociralo kancerogeno tkivo.“ Međutim, taj rad nije opisao metod za generisanje slika iz takvog skeniranja, niti precizirao kako bi se takvo skeniranje moglo vršiti. Damadijanovo prepoznavanje činjenice da se vreme relaksacije NMR može koristiti za razlikovanje različitih tipova tkiva i malignog tkiva je ono što MRI pristupu daje kontrast među tipovima tkiva.
Tokom 1950-ih, Herman Kar je izvestio o stvaranju jednodimenzionalne slike magnetne rezonance (MR). Podstaknut Damadijanovim izveštajem o potencijalnoj medicinskoj upotrebi NMR-a, Pol Lauterbur je proširio Karovu tehniku i razvio način da generiše prve MRI slike, u 2D i 3D, koristeći gradijente. Piter Mensfild sa Univerziteta u Notingemu je potom razvio matematičku tehniku koja bi omogućila da skeniranje traje nekoliko sekunde, a ne sati, i da proizvedu jasnije slike nego što ih je imao Lauterbur. Dok su se Lauterbur i Mansfield fokusirali na životinje i ljudske udove, Damadijan je napravio prvu mašinu za magnetnu rezonancu celog tela i napravio prvu potpunu magnetnu rezonancu („MRI“) skeniranja ljudskog tela, iako koristeći tehniku „fokusiranog polja“ koja se znatno razlikuje od modernog imidžinga.
Prema članku časopisa Wall Street Journal, Damadijanove početne metode su bile nepodesne za praktičnu upotrebu, oslanjajući se na skeniranje tačku po tačku celog tela i korišćenje stope opuštanja, što se ispostavilo da nije efikasan pokazatelj kancerogenog tkiva. Međutim, isti članak je istakao: „Ipak, njegovo zapažanje T1 i T2 razlika u kancerogenom tkivu predstavljalo je Eureka momenat za Pola Loterbura. Štaviše, Damadijanov prvobitni rad je dokumentovao u svojoj Tabeli 2 da su vremena relaksacije T1 bila različita, van eksperimentalne nesigurnosti, u svim njegovim uzorcima na različitim zdravim tkivima: rektus mišića, jetre, želuca, tankog creva, bubrega i mozga. Ovo je po prvi put ukazalo na način preciznog snimanja mekih tkiva tela; Rendgensko snimanje je bilo u znatnoj meri nedovoljno za analizu mekog tkiva, jer je razlika u apsorpciji bila veoma mala (<4%). Stoga, kada su u sudskom predmetu Fonar protiv General Elektrika advokati GE izneli istu tvrdnju da su vremena relaksacije takođe produžena u nekanceroznom tkivu, te nisu bila dobra dijagnostička mera, Fonarovi advokati su odgovorili da je nepravedno kazniti Damadijana, zato što su njegove metode detektovale čak više osobina nego što je nameravao. Zaista, čak i danas, 90% MR skeniranja pacijenata proizvodi slike koje zavise od opuštanja, bilo T1 ili T2 zavisne slike.

## Bibliografija
- Gifted Mind: The Dr. Raymond Damadian Story, Inventor of the MRI. Master Books. 2015. ISBN 978-0890518038. (with Jeff Kinley)

## Literatura
- James Mattson and Merrill Simon (1996). The Pioneers of NMR and Magnetic Resonance in Medicine: The Story of MRI. ISBN 0-9619243-1-4. Jericho & New York: Bar-Ilan University Press.
- Donald P. Hollis (1987). Abusing Cancer Science: The Truth About NMR and Cancer. ISBN 0-942033-15-9.. Chehalis, WA: Strawberry Fields Press.
- Doug Sharp and Jerry Bergman (2008). Persuaded by the Evidence: True Stories of Faith, Science, and the Power of a Creator. ISBN 0-89051-545-X.